# Elisabeth Thorsson
Elisabeth Stensdotter Thorsson, född 3 mars 1938, är en svensk före detta bordtennisspelare.
Thorsson representerade Djurgårdens IF och vann 13 SM-guld i bordtennis mellan 1954 och 1960. Hon gifte sig 1965 med tennisspelaren Jan-Erik Lundqvist.